# Maniho
Maniho es un género de arañas araneomorfas pertenecientes a la familia Amphinectidae. Se encuentra en Nueva Zelanda.

## Especies
Según The World Spider Catalog 12.0:
- Maniho australis Forster & Wilton, 1973
- Maniho cantuarius Forster & Wilton, 1973
- Maniho centralis Forster & Wilton, 1973
- Maniho insulanus Forster & Wilton, 1973
- Maniho meridionalis Forster & Wilton, 1973
- Maniho ngaitahu Forster & Wilton, 1973
- Maniho otagoensis Forster & Wilton, 1973
- Maniho pumilio Forster & Wilton, 1973
- Maniho tigris Marples, 1959
- Maniho vulgaris Forster & Wilton, 1973